# Лайънъл Робинс
Ла̀йънъл Чарлз Ро̀бинс (на английски: Lionel Charles Robbins, [ˈlaɪənl ˈɹɒbɪns]) е английски икономист.

## Биография
Роден е на 22 ноември 1898 година в Сипсън, днес част от Лондон, в селско семейство. По време на Първата световна война служи като офицер от артилерията на Западния фронт до април 1918 година, когато е ранен от снайперист. През 1923 година получава бакалавърска степен по икономика от Лондонското училище по икономика, където преподава от 1925 година. През следващите години се налага като един от водещите британски икономисти, пише влиятелното „Есе за природата и значението на икономическата наука“ („An Essay on the Nature and Significance of Economic Science“, 1932) и изиграва важна роля в ревизирането на наложената в англоезичните страни икономическа теория на Алфред Маршал. През 1959 година получава пожизнена баронска титла.
Лайънъл Робинс умира на 15 май 1984 година в Лондон.